# 니시텐가차야역
니시텐가차야역(일본어: 西天下茶屋駅, にしてんがちゃやえき)은 일본 오사카부 오사카시 니시나리구에 있는 난카이 전기철도 고야 선(시오미바시 선)의 역이다. 역 번호는 NK06-1이다.

## 역 구조
상대식 승강장 2면 2선의 지상역이다. 개찰구는 플랫폼마다 독립되어 있어 입장 후의 플랫폼 사이로는 왕래가 불가능하다. 각 플랫폼의 개찰구는 승강장의 시오미바시 방향에 있다. 남녀 공용의 수세식 변소가 기시노사토다마데 방향 승강장 측에 두고 있으며 승강장 번호는 설정되지 않았다.

### 승강장
| 동측 | 고야 선(시오미바시 선 하행) | 기시노사토다마데 행 |
| 서측 | 고야 선(시오미바시 선 상행) | 시오미바시 행       |

## 역 주변
역 주변은 옛날 그대로의 풍경이 확산되어 있다.
역 남쪽 니시텐 상점가(긴자 상점가)는 NHK 연속 텔레비전 소설 "두 아이"의 무대(쌍둥이의 주인공은 두부 장수의 자매로 설정)이다. 기념비가 슈퍼 "아프로 덴가챠야" 앞에 서있다.
- 니시타치바나 우체국
- 오사카 시립 다치바나 초등학교
- 오사카 시립 덴가챠야 중학교
- 미나미쓰모리사쿠라 공원 스포츠 광장
- 시키쓰마쓰노미야 니시나리 신위
- 쓰모리 신사
- 나니와도리
- 라이프 니시텐가차야점

## 역사
- 1915년 9월 18일: 오사카 고야철도 쓰모리 ~ 아베노(현, 기시노사토다마데) 역 사이에 신설.
- 1922년 9월 6일: 회사 합병으로 난카이 철도 역이 됨.
- 1944년 6월 1일: 회사 합병으로 긴키 닛폰 철도의 역이 됨.
- 1947년 6월 1일: 노선 양도로 인하여 난카이 전기철도의 역이 됨.

## 인접역
| 난카이 전기철도 고야 선(시오미바시 선) | 난카이 전기철도 고야 선(시오미바시 선) | 난카이 전기철도 고야 선(시오미바시 선)      |
| -------------------------------------- | -------------------------------------- | ------------------------------------------- |
| NK06-2 쓰모리 시오미바시 방면          |                                        | 기시노사토다마데 NK06 기시노사토다마데 방면 |